# حدث ذات يوم كوكب الأرض
حدث ذات يوم ... كوكب الأرض (بالفرنسية: Il était une fois... notre Terre)‏ هو مسلسل رسوم متحركة فرنسية مخصص للإطفال من إخراج ألبرت باريل. بدأ بث هذه السلسلة منذ 22 ديسمبر 2008 في قناة فرنسا 3. هذه السلسلة كانت خاتمة متأخرة من سلسلة الرسوم المتحركة كان يا ما كان.

## الحلقات
(اختلاف الترجمة المعتمدة عن الحرفية بين أقواس)
1. ورثة الكوكب (حراس الكوكب)
2. المناخ: أقصى الشمال (المناخ في أقصى الشمال)
3. المياه القيّمة في الهند (الماء الثمين في الهند)
4. المياه القيّمة في منطقة الساحل الأفريقي (ماء الساحل الثمين)
5. غابة الأمازون
6. استنفاد مصادرنا للطاقة (استنزاف الطاقة)
7. التجارة المنصفة
8. بحر النفايات (المحيطات في خطر)
9. الأنظمة البيئية (النظام البيئي)
10. المياه القيّمة في العالم (ماء العالم الثمين)
11. الفقر في العالم (الفقر)
12. غابات العالم
13. صيد السمك الجائر (الصيد الخطر)
14. المناخ: الجذور (الاحتباس الحراري)
15. الزراعة
16. التنوع البيولوجي
17. المناخ: الحلول (ذوبان الجليد)
18. إعادة التدوير
19. النساء في العالم (المرأة)
20. عمالة الأطفال وتجنيدهم (عمالة الأطفال)
21. مصادر الطاقة: الحلول (الطاقة المتجددة)
22. البيت والمدينة (مدينة المستقبل)
23. المناخ: الآثار (مشكلة المناخ) [5]
24. الصحة والتعليم (الطعام الصحي)
25. التقنيات (التكنولوجيا الحديثة)
26. وغدا؟ (الغد)

## الأصوات

### النسخة الأصلية
- روجر كاريل بدور المعلم
- آني باليسترا
- أوليفير ديسترز
- أليان دورفال

### النسخة العربية
عرضت النسخة العربية على قناة الجزيرة للأطفال ( قناة تلفزيون ج حليا ) في عام 2011 وقد دبلج في استوديو الشرق الادنى للإنتاج الفني في عمان الأردن.
- عامر اشيبة
- إيمان هائل
- ديانا رحمة
- وفاء عبد الله
- بشار نجم
- حسن حجازي
- اسماء مصطفى
- لؤي مسلم
- سمير مصاروة

- عبد الله حمادة [5]

## وصلات خارجية
- حدث ذات يوم كوكب الأرض على موقع IMDb (الإنجليزية)
- حدث ذات يوم كوكب الأرض على موقع كينوبويسك (الروسية)
- حدث ذات يوم كوكب الأرض على موقع ألو سيني (الفرنسية)
- حدث ذات يوم كوكب الأرض على موقع قاعدة بيانات الفيلم (الإنجليزية)
- Once upon a time… Planet Earth at the European Broadcasting Union
- Official website for Procidis, the series' producer
- Hello Mastero at يوتيوب